# Alfred Vaucher
Pour les articles homonymes, voir Vaucher.
Alfred-Félix Vaucher, né le 18 mars 1887 et mort le 22 mai 1993, est un théologien, un historien, un érudit, un écrivain et un bibliographe français. Il est un pionnier de l'histoire et de la recherche sur l'adventisme du septième jour.

## Biographie
Alfred-Félix Vaucher naît le 18 mars 1887 à Luserna San Giovanni dans le Piémont, à une heure de marche de Torre Pellice, le centre vaudois en Italie du nord et la première communauté adventiste d'Europe. Il est le petit-fils de Catherine Revel (1830-1930), la première adventiste européenne, convertie en 1885 par l'ancien prêtre polonais Michal Czechowski (1818-1876).
Dès son jeune âge, Vaucher est un passionné de la Bible. Il apprend à lire avec la Bible, passant de nombreuses soirées à l'étudier et à lire des livres s'y rapportant. À la suite d'une profonde conversion, il est baptisé à l'âge de treize ans. Il prêche son premier sermon à quatorze ans sur un chapitre du livre de Daniel, comme son premier article en 1903.
Après une formation biblique de six mois à Paris (puis étalée sur deux ans) à l'âge de seize ans, il entre dans le ministère pastoral, travaillant successivement dans le Piémont, en France et en Suisse romande. En 1914, il est rédacteur de la revue adventiste Signes des temps à Genève. En 1917, il ordonné pasteur à l'âge de 30 ans.
Autodidacte, il consacre un temps considérable à l'étude. Il est professeur de Bible à Nîmes en France puis en 1920 sur l'histoire du christianisme à l'École biblique adventiste de Gland en Suisse, et découvre ainsi sa vocation.
Vaucher enseigne la théologie au séminaire adventiste du Salève, à Collonges-sous-Salève en France, de 1921 à 1941. Durant cette période, il publie deux œuvres majeures : L'histoire du salut (1921), un manuel de théologie systématique plusieurs fois augmenté, et un ouvrage sur le jésuite Manuel de Lacunza (1731-1801), un proclamateur du retour du Christ au XVIIIe siècle qui publia un ouvrage titré « La venue du Messie en gloire et majesté ». Sa vraie passion est l'histoire des doctrines religieuses et l'eschatologie.
Durant la Seconde Guerre mondiale, Vaucher est aumônier au sanatorium de Gland de 1941 à 1945. Puis il retourne au séminaire du Salève. Tout en enseignant, il est le doyen de la faculté de 1945 à 1951, date à laquelle il prend sa retraite.
Bien que retraité à Genève, Vaucher continue inlassablement ses recherches. Il enseigne occasionnellement aux séminaires adventistes de Florence ou de Collonges jusqu'en 1983. C'est la période la plus productrice de sa vie. Il publie une vingtaine d'ouvrages et d'opuscules. Durant sa carrière, il a aussi écrit plus de 1100 articles.
Vaucher est un véritable documentaliste. " Sa cinquantaine de cartes de lecteurs de prestigieuses bibliothèques, dont celle du Vatican, témoigne de la richesse de la documentation qu'il amasse sur près de cent mille fiches ". En 1963, l'université Andrews le nomme Docteur honoris causa. Sept volumes contenant environ un millier de ses articles (de 1903 à 1973), qu'il a lui-même conservés, sont archivés à la bibliothèque de l'université Andrews. Un huitième volume contenant ses autres articles est conservé par sa fille Hélène qui réside en Californie. Ses nombreuses fiches sont archivées à la bibliothèque qui porte son nom au campus adventiste du Salève.
Il meurt en 1993 à l'âge de 106 ans.

## Contribution théologique
L'œuvre d'Alfred Vaucher se distingue par une documentation impressionnante sur l'histoire des doctrines adventistes. Ses ouvrages les plus connus en sont les meilleurs exemples. Ainsi, L'histoire du salut, est un manuel de théologie systématique abondamment documenté en citations d'auteurs chrétiens et juifs.
En 1936, au cours d'un voyage aux États-Unis et au Mexique, Vaucher recueille dans des bibliothèques une importante documentation sur le jésuite Manuel de Lacunza. Sa recherche retient l'attention et l'appréciation des milieux universitaires, notamment catholiques, particulièrement en Espagne, en Italie et en Amérique du Sud où le livre de Lacunza fut publié.
Alfred Vaucher est l'un des premiers adventistes à documenter massivement les origines et les points de convergences des doctrines adventistes avec les écrits de nombreux théologiens chrétiens et juifs. Il est le précurseur de LeRoy Froom qui publiera une œuvre monumentale dans les années 1950-1960 sur l'origine des doctrines adventistes dans l'histoire chrétienne. Dans ses écrits, Vaucher montre que les doctrines adventistes trouvent leurs sources dans l'enseignement de Jésus-Christ et des apôtres, et dans les écrits de nombreux théologiens de l'histoire chrétienne.